# 7 nm
Il 7 nm (7 nanometri), evoluzione del precedente processo a 10 nm, è un processo produttivo della tecnologia dei semiconduttori, con cui verranno prodotti i circuiti integrati a larghissima scala di integrazione (VLSI).
La fonderia TSMC ha realizzato in volumi i primi chip a 7 nm nel corso del 2018 ed è attualmente il principale fornitore di processori con tale tecnologia.
Intel aveva pianificato di poterlo immettere sul mercato entro il 2017, salvo poi rimandarne la commercializzazione nel 2020-2021.
Il primo processore in commercio per dispositivo mobile con architettura a 7 nm è stato Apple A12 Bionic, realizzato da TSMC e montato su iPhone Xs, iPhone Xs Max e iPhone Xr, la cui area di soli 83,27 mm² (9,89 × 8,42 mm) racchiude in sé ben 6,9 miliardi di transistor che assicurano potenza straordinaria. Sempre con tecnologia di TSMC, la casa produttrice AMD ha presentato nuovi modelli di schede video Radeon Instinct a 7 nm a fine 2018, destinando tali prodotti all'uso nei datacenter e nelle workstation. La stessa AMD prevede di immettere sul mercato CPU a 7 nm per notebook, desktop e workstation nel corso del 2019, assieme anche ad una nuova architettura per GPU con nome in codice "Navi".
AMD ha presentato nel 2019 la sua nuova gamma Ryzen 3000, la prima a proporre al pubblico processori desktop a 7 nm.

## Processori realizzati con il processo 7 nm

### Processori ARM
- Apple A12 Bionic (prodotto da TSMC)
- Apple A13 Bionic (prodotto da TSMC)
- HiSilicon Kirin 980 (prodotto da TSMC)
- https://consumer.huawei.com/pk/community/details/HiSilicon-Kirin-810-%5B7nm%5D-The-powerfull-Chipset!/topicId_88096/[collegamento interrotto]

## L'evoluzione del processo a 7 nm
Il successore di questo processo utilizzerà una larghezza di canale di 5 nanometri, la cui immissione nel mercato è prevista per il 2020.